# Оглитата: Добре дошли в Смърделград
„Оглитата: Добре дошли в Смърделград“ (на немски: Die Olchis – Willkommen in Schmuddelfing) е немско-белгийска компютърна анимация от 2021 г. на режисьорите Тоби Генкел и Йенс Мьолер, по сценарий на Генкел и Джон Чеймбърс. Базиран е на книгите и музикалните пиеси за деца на немския автор, график и текстописец Ерхард Дител. Премиерата му е на 6 май 2021 г.
Семейството на Оглитата си търси нов дом и по пътя си се озовава в Смърделград – едно красиво и спокойно градче. За съжаление Смърделград страда от особено неприятен зловонен проблем - местното сметище. Трябва да се направи нещо! Макс – синът на кмета, е талантлив любознайко, който се надява да намери решение на проблема. За целта той, заедно с професор Фомуърти и племенницата му Лота разработват една необикновена машина, която да преработва боклука. Когато на градското сметище Макс среща Оглитата, става ясно какъв невероятен късмет е споходил жителите на града: Оглитата ядат боклук!
А Оглитата истински се влюбват в сметището на Смърделград – това е техният нов дом. Всичко щеше да бъде наред, ако не бяха плановете на жената на кмета и на безскрупулния строителен предприемач Хамър. Според тях на мястото на сметището трябва да бъде изграден нов и модерен спа център. В този момент на Оглитата се налага да спасяват своя нов дом с помощта на приятелите си Макс и Лота.

## В България
В България филмът излиза по кината на 29 април 2022 г. от „Про Филмс“.

### Синхронен дублаж
| Роля          | Изпълнител |
| ------------- | --- |
| Макс          | Петър Каменов |
| Лота          | Мина Зехирова |
| Мърльо        | Стоян Кукуванов |
| Молецка       | Александра Стефанова |
| Татко Огли    | Христо Топузов |
| Мама Огли     | Даниела Горанова |
| Баба Огли     | Варвара Панкова |
| Дядо Огли     | Здравко Димитров |
| Хамър         | Александър Митрев |
| Кметицата     | Йорданка Илова |
| Други гласове | Ангелина Русева Виктор Иванов Мими Йорданова Марио Иванов Стефан Иванов Кристиян Върбановски Симеон Дамянов Николай Петров Георги Стоянов |

| Обработка           | студио „Про Филмс“             |
| ------------------- | ------------------------------ |
| Режисьор на дублажа | Евгения Ангелова               |
| Тонрежисьори        | Владимир Бочев Станислав Донев |
| Преводач            | Димана Воденичарска            |

- Йорданка Илова, която озвучава Кметицата във филма, печели награда „Икар“ за най-добър дублаж (актриса) на 27 март 2023 г.